# بطولة العالم للأندية للكرة الطائرة للرجال
بطولة العالم للأندية للكرة الطائرة للرجال هي بطولة دولية لأندية كرة الطائرة ينظمها الاتحاد الدولي للكرة الطائرة.